# آمنة فائزة
آمنة فائزة (بالإنجليزية: Aminath Faiza) (29 سبتمبر 1924 في المالديف - 25 فبراير 2011، ماليه في المالديف)؛ كاتِبة وشاعرة مالديفية.